# Rigney
Rigney ist eine französische Gemeinde mit 374 Einwohnern (Stand 1. Januar 2022) im Département Doubs in der Region Bourgogne-Franche-Comté; sie gehört zum Arrondissement Besançon und zum Kanton Baume-les-Dames. Rigney liegt 30 Kilometer nordöstlich von Besançon.

## Bevölkerungsentwicklung
| Jahr                       | 1962 | 1968 | 1975 | 1982 | 1990 | 1999 | 2007 | 2016 |
| Einwohner                  | 272  | 288  | 285  | 287  | 346  | 390  | 427  | 398  |
| Quellen: Cassini und INSEE |      |      |      |      |      |      |      |      |

## Sehenswürdigkeiten
- Château de la Roche (Privatbesitz, der lediglich für Ausstellungen zeitgenössischer Kunst geöffnet wird)
- Kirche St. Peter und Paul

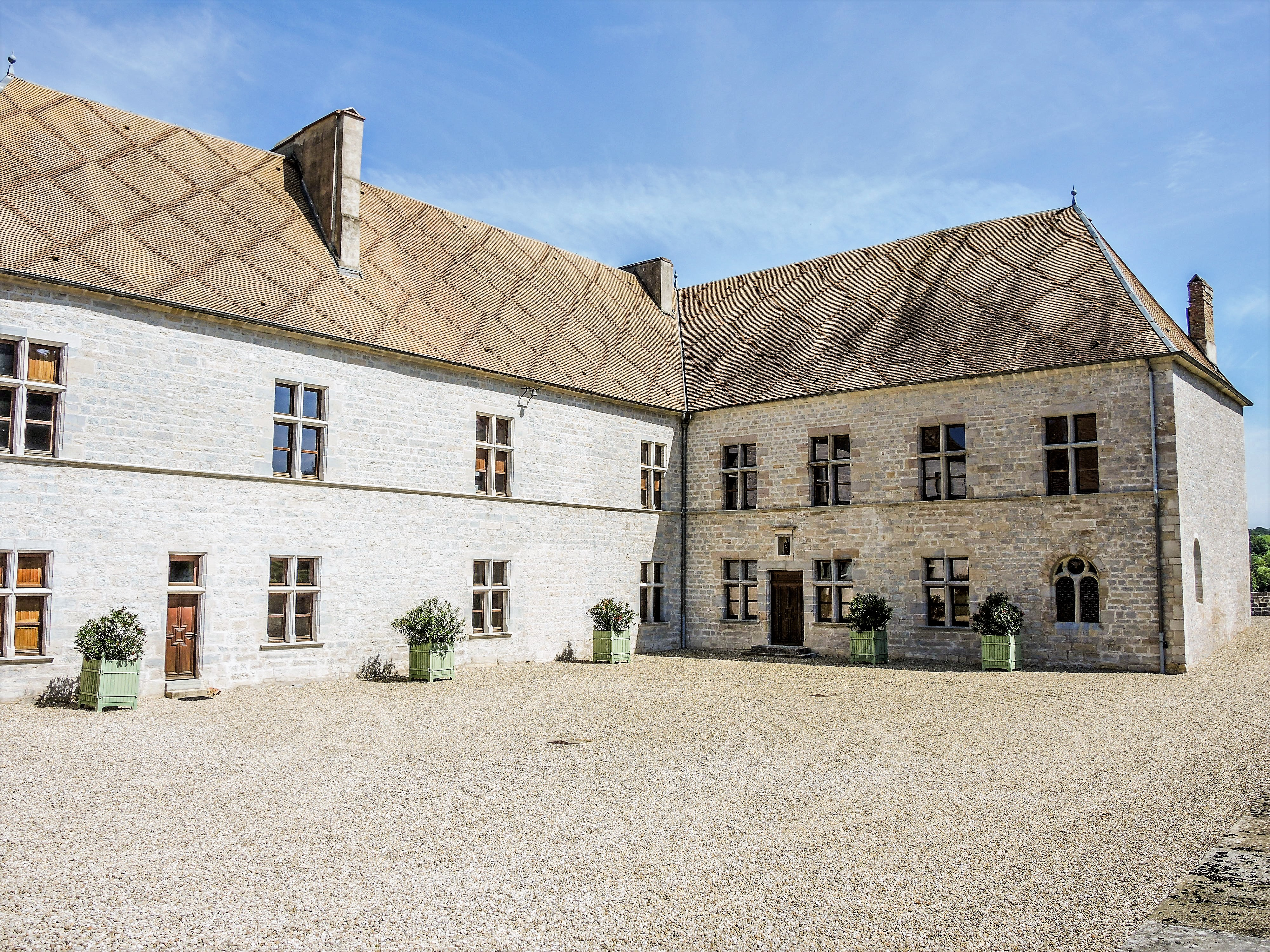
Château de la Roche
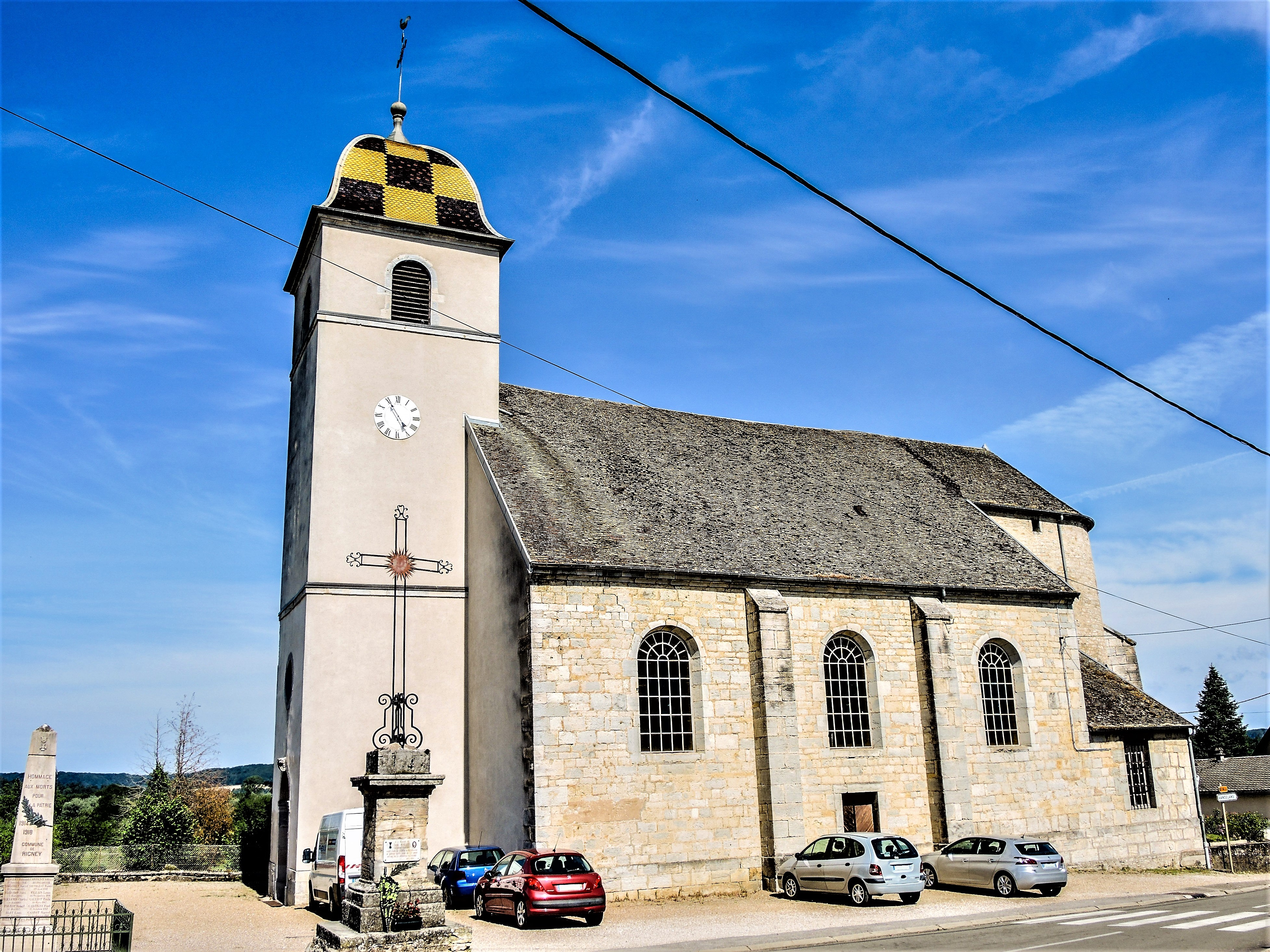
Kirche St. Peter und Paul

## Persönlichkeiten
- Otto de la Roche († 1234) aus dem Haus La Roche, Herzog von Athen